# Premiera
 (juillet 2024).
La mise en forme du texte ne suit pas les recommandations de Wikipédia : il faut le « wikifier ».
Les points d'amélioration suivants sont les cas les plus fréquents. Le détail des points à revoir est peut-être précisé sur la page de discussion.
- Les titres sont pré-formatés par le logiciel. Ils ne sont ni en capitales, ni en gras.
- Le texte ne doit pas être écrit en capitales (les noms de famille non plus), ni en gras, ni en italique, ni en « petit »…
- Le gras n'est utilisé que pour surligner le titre de l'article dans l'introduction, une seule fois.
- L'italique est rarement utilisé : mots en langue étrangère, titres d'œuvres, noms de bateaux, etc.
- Les citations ne sont pas en italique mais en corps de texte normal. Elles sont entourées par des guillemets français : « et ».
- Les listes à puces sont à éviter, des paragraphes rédigés étant largement préférés. Les tableaux sont à réserver à la présentation de données structurées (résultats, etc.).
- Les appels de note de bas de page (petits chiffres en exposant, introduits par l'outil «  Source ») sont à placer entre la fin de phrase et le point final[comme ça].
- Les liens internes (vers d'autres articles de Wikipédia) sont à choisir avec parcimonie. Créez des liens vers des articles approfondissant le sujet. Les termes génériques sans rapport avec le sujet sont à éviter, ainsi que les répétitions de liens vers un même terme.
- Les liens externes sont à placer uniquement dans une section « Liens externes », à la fin de l'article. Ces liens sont à choisir avec parcimonie suivant les règles définies. Si un lien sert de source à l'article, son insertion dans le texte est à faire par les notes de bas de page.
- La présentation des références doit suivre les conventions bibliographiques. Il est recommandé d'utiliser les modèles {{Ouvrage}}, {{Chapitre}}, {{Article}}, {{Lien web}} et/ou {{Bibliographie}}. Le mode d'édition visuel peut mettre en forme automatiquement les références.
- Insérer une infobox (cadre d'informations à droite) n'est pas obligatoire pour parachever la mise en page.

Pour une aide détaillée, merci de consulter Aide:Wikification.
Si vous pensez que ces points ont été résolus, vous pouvez retirer ce bandeau et améliorer la mise en forme d'un autre article.
Pour les articles homonymes, voir Première.
Premiera (traduction en français : Première) est un film roumain de 1976 réalisé par Mihai Constantinescu. Ce drame explore des dilemmes moraux et des quêtes d'identité dans le contexte de la société roumaine, au travers de la première d'une pièce de théâtre.

## Distribution
- Mircea Septilici
- Radu Beligan
- Toma Caragiu
- Dem Rădulescu
- Vasilica Tastaman
- Aurel Giurumia
- Carmen Galin
- Virgil Ogășanu
- Tamara Buciuceanu
- Andrei Ralea

## Production
La musique du film a été composée par Temistocle Popa (ro) et interprétée par l'Orchestre de l'Opéra roumain dirigé par Paul Popescu. Le film a été approuvé par la Direction générale de la presse et de l'imprimerie le 26 octobre 1976. La copie standard a été achevée le 27 octobre 1976. Les dépenses de production se sont élevées à 2 827 000 lei.

## Réception
La première du film a été regardée par 1.607.781 spectateurs dans les cinémas de Roumanie, comme en témoigne la situation du nombre de spectateurs enregistrée par les films roumains depuis la date de la première jusqu'au 31.12.2007, établie par le Centre national du cinéma.